# Aleiodes bicolor
Aleiodes bicolor är en stekelart som först beskrevs av Maximilian Spinola 1808.  Aleiodes bicolor ingår i släktet Aleiodes och familjen bracksteklar. Arten är reproducerande i Sverige. Utöver nominatformen finns också underarten A. b. rufiventris.